# Lucy (personnage de Skins)
Pour les articles homonymes, voir Lucy.
Lucy plus communément appelée Sketch est un personnage fictif de la série télévisée Skins interprétée par Aimee-Ffion Edwards.

## Saison 2
Sketch apparait pour la première fois dans le second épisode de la saison 2 de Skins, La Fan. Dans cet épisode, elle se révèle être en adoration devant Maxxie. On voit que cela tourne chez elle à l'obsession puisqu'elle fait croire à sa mère que c'est son petit ami. De plus, habitant près de chez lui, elle le prend en photo à son insu et les murs de sa chambre sont, de fait, couverts de photos de Maxxie. Prête à tout pour attirer son attention, elle s'habille de la façon la moins féminine possible car Maxxie est homosexuel. 
Dans cet épisode, elle participe à la comédie musicale dans laquelle Maxxie tient le premier rôle, et s'occupe des lumières. Mais elle cherche à avoir le rôle de Michelle car cette dernière est supposée embrasser Maxxie dans la comédie musicale. Sketch demande ce rôle à son prof de théâtre qui refuse. Elle se venge alors en prétendant qu'il lui a touché les seins et donc qu'il l'a sexuellement abusée. Cela lui attire la sympathie de Michelle, et elle rejoint le groupe. 
Mais Maxxie se méfie d'elle. En effet, il a découvert une de ses barrettes chez lui : Sketch l'avait perdue en s’introduisant dans son appartement. Il découvre alors qu'elle fait croire à sa mère que c'est son petit ami. Sketch continue, néanmoins, à essayer d'attirer son attention et empoisonne alors Michelle avec les cachets de sa mère handicapée dont elle s'occupe. Ces cachets sont des vomitifs et, de fait, Michelle ne peut pas monter sur scène. Sketch la remplace. Maxxie découvre la supercherie mais joue la pièce jusqu'au bout et l'embrasse, puis il lui fait comprendre qu'il n'a rien ressenti du tout et qu'il ne l'aimera jamais. Déçue, elle retourne chez elle, et arrache toutes les photos de Maxxie. Puis enfile une robe et va voir Anwar. Elle lui dit que c'est lui qu'elle aime, et ils débutent une relation.
Par la suite, elle apparait dans d'autres épisodes où elle mène une relation secrète avec Anwar. Ils cachent cette relation à Maxxie jusqu'à l'épisode L'anniversaire où il découvre la vérité. Il croit à une nouvelle manipulation de Sketch. On voit d'ailleurs dans l'épisode suivant Un Beau Gâchis que si elle a renoncé à Maxxie, elle est pour autant toujours obsédée par lui puisqu'elle pousse Anwar à lui ressembler physiquement (elle pousse ce dernier à adopter la même coupe de cheveux). 
Dans le dernier épisode, elle soutient Anwar qui est déçu par ses résultats et lui dit qu'elle restera là pour lui. Toutefois, cela ne le touche pas plus que cela puisqu'il partira à Londres avec Maxxie sans même lui dire au revoir.  